# Alexandria (Escócia)

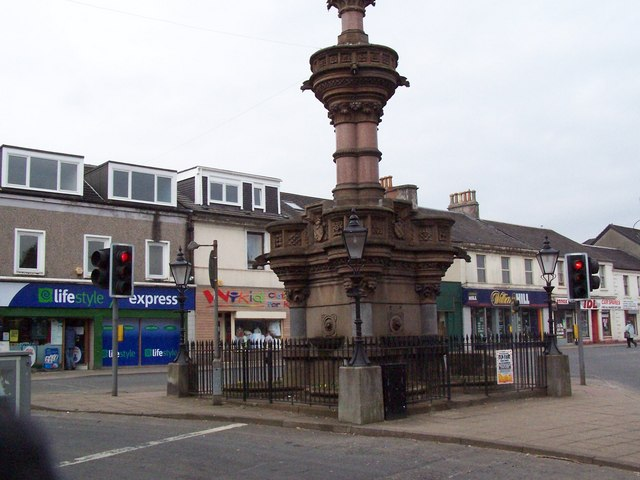

Alexandria é uma cidade em West Dunbartonshire, na Escócia.
A cidade é sede do Vale of Leven Football Club, clube de futebol que conquistou três vezes consecutivas a Copa da Escócia (1877, 1878 e 1879).